# Statistik över Europamästerskapet i fotboll 2024
Den här artikeln innehåller statistik över Europamästerskapet i fotboll 2024 som spelas mellan 14 juni och 14 juli 2024.

## Målskyttar
3 mål
- Harry Kane
- Georges Mikautadze
- Cody Gakpo
- Ivan Schranz
- Dani Olmo
- Jamal Musiala

2 mål
- Jude Bellingham
- Donyell Malen
- Răzvan Marin
- Breel Embolo
- Fabián Ruiz
- Nico Williams
- Merih Demiral
- Niclas Füllkrug
- Kai Havertz
- Florian Wirtz

1 mål
- Nedim Bajrami
- Klaus Gjasula
- Qazim Laci
- Kevin De Bruyne
- Youri Tielemans
- Christian Eriksen
- Morten Hjulmand
- Cole Palmer
- Bukayo Saka
- Ollie Watkins
- Randal Kolo Muani
- Kylian Mbappé
- Chvitja Kvaratschelia
- Nicolo Barella
- Alessandro Bastoni
- Mattia Zaccagni
- Andrej Kramarić
- Luka Modrić
- Stefan de Vrij
- Memphis Depay
- Wout Weghorst
- Xavi Simons
- Adam Buksa
- Robert Lewandowski
- Krzysztof Piątek
- Francisco Conceição
- Bruno Fernandes
- Bernardo Silva
- Denis Drăguș
- Nicolae Stanciu
- Michel Aebischer
- Kwadwo Duah
- Remo Freuler
- Dan Ndoye
- Xherdan Shaqiri
- Ruben Vargas
- Luka Jović
- Scott McTominay
- Ondrej Duda
- Erik Janža
- Žan Karničnik
- Daniel Carvajal
- Mikel Merino
- Álvaro Morata
- Mikel Oyarzabal
- Rodri
- Ferran Torres
- Lamine Yamal
- Lukáš Provod
- Patrik Schick
- Tomáš Souček
- Samet Akaydın
- Kerem Aktürkoğlu
- Hakan Çalhanoğlu
- Arda Güler
- Mert Müldür
- Cenk Tosun
- Emre Can
- İlkay Gündoğan
- Roman Jaremtjuk
- Mykola Sjaparenko
- Kevin Csoboth
- Barnabás Varga
- Marko Arnautović
- Christoph Baumgartner
- Michael Gregoritsch
- Marcel Sabitzer
- Romano Schmid
- Gernot Trauner

Självmål
- Klaus Gjasula (mot Kroatien)
- Jan Vertonghen (mot Frankrike)
- Riccardo Calafiori (mot Spanien)
- Donyell Malen (mot Österrike)
- Robin Le Normand (mot Georgien)
- Robin Hranáč (mot Portugal)
- Samet Akaydın (mot Portugal)
- Mert Müldür (mot Nederländerna)
- Antonio Rüdiger (mot Skottland)
- Maximilian Wöber (mot Frankrike)

Källa: UEFA

## Assist
4 assist
- Lamine Yamal

2 assist
- Nathan Aké
- Xavi Simons
- Dennis Man
- Michel Aebischer
- Remo Freuler
- Dani Olmo
- Fabián Ruiz
- Arda Güler
- Joshua Kimmich

1 assist
- Jasir Asani
- Koen Casteels
- Romelu Lukaku
- Victor Kristiansen
- Jonas Wind
- Jude Bellingham
- Marc Guéhi
- Cole Palmer
- Declan Rice
- Bukayo Saka
- Ivan Toney
- Kylian Mbappé
- Giorgi Kochorashvili
- Georges Mikautadze
- Riccardo Calafiori
- Lorenzo Pellegrini
- Ante Budimir
- Memphis Depay
- Cody Gakpo
- Wout Weghorst
- Piotr Zieliński
- Cristiano Ronaldo
- Ruben Vargas
- Ivan Ilić
- Callum McGregor
- Juraj Kucka
- David Strelec
- Lukáš Haraslín
- Timi Max Elšnik
- Marc Cucurella
- Mikel Oyarzabal
- Pedri
- Nico Williams
- Vladimír Coufal
- Kaan Ayhan
- Orkun Kökçü
- İsmail Yüksek
- İlkay Gündoğan
- Kai Havertz
- Maximilian Mittelstädt
- Thomas Müller
- David Raum
- Nico Schlotterbeck
- Mykola Sjaparenko
- Oleksandr Zintjenko
- Roland Sallai
- Dominik Szoboszlai
- Christoph Baumgartner
- Florian Grillitsch
- Philipp Mwene
- Stefan Posch
- Alexander Prass

Källa: UEFA

## Straffsparksläggning
Mål i straffsparksläggning
- Trent Alexander-Arnold
- Jude Bellingham
- Cole Palmer
- Bukayo Saka
- Ivan Toney
- Bradley Barcola
- Ousmane Dembélé
- Youssouf Fofana
- Theo Hernández
- Jules Koundé
- Bruno Fernandes
- Nuno Mendes
- Cristiano Ronaldo (2)
- Bernardo Silva (2)
- Zeki Amdouni
- Fabian Schär
- Xherdan Shaqiri

Miss i straffsparksläggning

- João Félix
- Manuel Akanji
- Jure Balkovec
- Josip Iličić
- Benjamin Verbič

Målvaktsräddningar i straffsparksläggning

- Jordan Pickford
- Diogo Costa (3)

## Disciplin
Utvisningar
1 utvisning

- Ryan Porteous
- Antonín Barák
- Tomáš Chorý
- Bertuğ Yıldırım

Varningar
3 varningar

- Daniel Carvajal
- Rodri

2 varningar

- Dodi Lukebakio
- Orel Mangala
- Morten Hjulmand
- Joakim Mæhle
- Jude Bellingham
- Marc Guéhi
- Harry Kane
- Kieran Trippier
- Adrien Rabiot
- Aurélien Tchouaméni
- Riccardo Calafiori
- Denzel Dumfries
- Xavi Simons
- Virgil van Dijk
- Rafael Leão
- João Palhinha
- Nicușor Bancu
- Marius Marin
- Silvan Widmer
- Scott McTominay
- Jaka Bijol
- Erik Janža
- Robin Le Normand
- Antonín Barák
- Patrik Schick
- Tomáš Souček
- Samet Akaydın
- Abdülkerim Bardakci
- Hakan Çalhanoğlu
- Orkun Köckü
- İsmail Yüksek
- Robert Andrich
- Maximilian Mittelstädt
- Antonio Rüdiger
- Jonathan Tah
- Patrick Wimmer

1 varning

- Nedim Bajrami
- Medon Berisha
- Armando Broja
- Mirlind Daku
- Klaus Gjasula
- Arber Hoxha
- Elseid Hysaj
- Wout Faes
- Youri Tielemans
- Jan Vertonghen
- Joachim Andersen
- Christian Nørgaard
- Jannik Vestergaard
- Jonas Wind
- Phil Foden
- Conor Gallagher
- Kobbie Mainoo
- Bukayo Saka
- John Stones
- Ollie Watkins
- Eduardo Camavinga
- Ousmane Dembélé
- Kylian Mbappé
- William Saliba
- Zuriko Davitasjvili
- Giorgi Gvelesiani
- Guram Kashia
- Giorgi Kochorashvili
- Solomon Kvirkvelia
- Anzor Makvabishvili
- Nicolò Barella
- Bryan Cristiante
- Gianluigi Donnarumma
- Stephen El Shaarawy
- Nicolò Fagioli
- Gianluca Mancini
- Lorenzo Pellegrini
- Marcelo Brozović
- Ivica Ivušić
- Luka Modrić
- Marin Pongračić
- Luka Sučić
- Josip Stanišić
- Nathan Aké
- Donyell Malen
- Jerdy Schouten
- Joey Veerman
- Wout Weghorst
- Paweł Dawidowicz
- Robert Lewandowski
- Jakub Moder
- Bartosz Slisz
- Karol Świderski
- Wojciech Szczęsny
- Nicola Zalewski
- Francisco Conceição
- Andrei Burcă
- Răzvan Marin
- George Pușcaș
- Nicolae Stanciu
- Remo Freuler
- Dan Ndoye
- Ricardo Rodriguez
- Fabian Schär
- Vincent Sierro
- Granit Xhaka
- Silvan Widmer
- Mijat Gaćinović
- Nemanja Gudelj
- Luka Jović
- Saša Lukić
- Nikola Milenković
- Aleksandar Mitrović
- Filip Mladenović
- Dušan Tadić
- John McGinn
- Scott McKenna
- Anthony Ralston
- Ondrej Duda
- Norbert Gyömbér
- Juraj Kucka
- Peter Pekarík
- Ivan Schranz
- Milan Škriniar
- Tomáš Suslov
- Denis Vavro
- Žan Celar
- Jure Balkovec
- Vanja Drkušić
- Jon Gorenc Stanković
- Žan Karničnik
- Petar Stojanović
- Žan Vipotnik
- Álvaro Morata
- Jesús Navas
- Dani Olmo
- Fabián Ruiz
- Unai Simón
- Ferran Torres
- Daniel Vivian
- Lamine Yamal
- Lukáš Červ
- Vladimír Coufal
- Tomáš Holeš
- Vítězslav Jaroš
- David Jurásek
- Ladislav Krejčí
- Lukáš Provod
- Kaan Ayhan
- Mert Günok
- Uğurcan Çakır
- Arda Güler
- Mert Müldür
- Cenk Tosun
- Kenan Yıldız
- Mehmet Zeki Çelik
- Salih Özcan
- David Raum
- Nico Schlotterbeck
- Deniz Undav
- Florian Wirtz
- Artem Dovbyk
- Roman Jaremtjuk
- Yukhym Konoplia
- Bendeguz Bolla
- Kevin Csoboth
- Lászlo Kleinheisler
- Willi Orban
- András Schäfer
- Callum Styles
- Attila Szalai
- Dominik Szoboszlai
- Barnabás Varga
- Marko Arnautović
- Christoph Baumgartner
- Kevin Danso
- Konrad Laimer
- Philipp Lienhart
- Phillipp Mwene
- Stefan Posch
- Leopold Querfeld
- Romano Schmid
- Maximilian Wöber

## Matchutmärkelser
- GS = Gruppspel
- ÅF = Åttondelsfinal
- KF = Kvartsfinal
- SF = Semifinal
- F = Final

### Matchens bäste spelare
| Rankning | Namn                  | Lag           | Motståndare                        | Utmärkelser |
| -------- | --------------------- | ------------- | ---------------------------------- | ----------- |
| 1        | Jude Bellingham       | England       | Serbien (GS), Slovakien (ÅF)       | 2           |
| 1        | Kevin De Bruyne       | Belgien       | Rumänien (GS), Ukraina (GS)        | 2           |
| 1        | Christian Eriksen     | Danmark       | Slovenien (GS), Serbien (GS)       | 2           |
| 1        | Cody Gakpo            | Nederländerna | Polen (GS), Rumänien (ÅF)          | 2           |
| 1        | Stanislav Lobotka     | Slovakien     | Belgien (GS), Rumänien (GS)        | 2           |
| 1        | N'Golo Kanté          | Frankrike     | Österrike (GS), Nederländerna (GS) | 2           |
| 1        | Nico Williams         | Spanien       | Italien (GS), England (F)          | 2           |
| 1        | Granit Xhaka          | Schweiz       | Ungern (GS), Tyskland (GS)         | 2           |
| 9        | Manuel Akanji         | Schweiz       | Skottland (GS)                     | 1           |
| 9        | Christoph Baumgartner | Österrike     | Polen (GS)                         | 1           |
| 9        | Federico Chiesa       | Italien       | Albanien (GS)                      | 1           |
| 9        | Diogo Costa           | Portugal      | Slovenien (ÅF)                     | 1           |
| 9        | Stefan de Vrij        | Nederländerna | Turkiet (KF)                       | 1           |
| 9        | Ousmane Dembélé       | Frankrike     | Portugal (KF)                      | 1           |
| 9        | Merih Demiral         | Turkiet       | Österrike (ÅF)                     | 1           |
| 9        | Adam Gnezda Čerin     | Slovenien     | England (GS)                       | 1           |
| 9        | Arda Güler            | Turkiet       | Georgien (GS)                      | 1           |
| 9        | İlkay Gündoğan        | Tyskland      | Ungern (GS)                        | 1           |
| 9        | Pierre-Emile Højbjerg | Danmark       | England (GS)                       | 1           |
| 9        | Žan Karničnik         | Slovenien     | Serbien (GS)                       | 1           |
| 9        | Jules Koundé          | Frankrike     | Belgien (ÅF)                       | 1           |
| 9        | Andrej Kramarić       | Kroatien      | Albanien (GS)                      | 1           |
| 9        | Chvitja Kvaratschelia | Georgien      | Portugal (GS)                      | 1           |
| 9        | Giorgi Mamardashvili  | Georgien      | Tjeckien (GS)                      | 1           |
| 9        | Luka Modrić           | Kroatien      | Italien (GS)                       | 1           |
| 9        | Jamal Musiala         | Tyskland      | Skottland (GS)                     | 1           |
| 9        | Dani Olmo             | Spanien       | Tyskland (KF)                      | 1           |
| 9        | Rodri                 | Spanien       | Georgien (ÅF)                      | 1           |
| 9        | Antonio Rüdiger       | Tyskland      | Danmark (ÅF)                       | 1           |
| 9        | Fabián Ruiz           | Spanien       | Kroatien (GS)                      | 1           |
| 9        | Marcel Sabitzer       | Österrike     | Nederländerna (GS)                 | 1           |
| 9        | Bukayo Saka           | England       | Schweiz (KF)                       | 1           |
| 9        | Roland Sallai         | Ungern        | Skottland (GS)                     | 1           |
| 9        | Bernardo Silva        | Portugal      | Turkiet (GS)                       | 1           |
| 9        | Mykola Sjaparenko     | Ukraina       | Slovakien (GS)                     | 1           |
| 9        | Łukasz Skorupski      | Polen         | Frankrike (GS)                     | 1           |
| 9        | Nicolae Stanciu       | Rumänien      | Ukraina (GS)                       | 1           |
| 9        | Ferran Torres         | Spanien       | Albanien (GS)                      | 1           |
| 9        | Ruben Vargas          | Schweiz       | Italien (ÅF)                       | 1           |
| 9        | Vitinha               | Portugal      | Tjeckien (GS)                      | 1           |
| 9        | Ollie Watkins         | England       | Nederländerna (SF)                 | 1           |
| 9        | Lamine Yamal          | Spanien       | Frankrike (SF)                     | 1           |
| 9        | Barış Alper Yılmaz    | Turkiet       | Tjeckien (GS)                      | 1           |

### Hållna nollor
| Rankning | Namn                 | Lag           | Motståndare                                                     | Utmärkelser |
| -------- | -------------------- | ------------- | --------------------------------------------------------------- | ----------- |
| 1        | Mike Maignan         | Frankrike     | Österrike (GS), Nederländerna (GS), Belgien (ÅF), Portugal (KF) | 4           |
| 2        | Diogo Costa          | Portugal      | Turkiet (GS), Slovenien (ÅF), Frankrike (KF)                    | 3           |
| 3        | Koen Casteels        | Belgien       | Rumänien (GS), Ukraina (GS)                                     | 2           |
| 3        | Manuel Neuer         | Tyskland      | Ungern (GS), Danmark (ÅF)                                       | 2           |
| 3        | Jan Oblak            | Slovenien     | England (GS), Portugal (ÅF)                                     | 2           |
| 3        | Jordan Pickford      | England       | Serbien (GS), Slovenien (GS)                                    | 2           |
| 3        | Unai Simón           | Spanien       | Kroatien (GS), Italien (GS)                                     | 2           |
| 3        | Bart Verbruggen      | Nederländerna | Frankrike (GS), Rumänien (ÅF)                                   | 2           |
| 9        | Martin Dúbravka      | Slovakien     | Belgien (GS)                                                    | 1           |
| 9        | Péter Gulácsi        | Ungern        | Skottland (GS)                                                  | 1           |
| 9        | Giorgi Mamardashvili | Georgien      | Portugal (GS)                                                   | 1           |
| 9        | Florin Niță          | Rumänien      | Ukraina (GS)                                                    | 1           |
| 9        | Predrag Rajković     | Serbien       | Danmark (GS)                                                    | 1           |
| 9        | David Raya           | Spanien       | Albanien (GS)                                                   | 1           |
| 9        | Kasper Schmeichel    | Danmark       | Serbien (GS)                                                    | 1           |
| 9        | Yann Sommer          | Schweiz       | Italien (ÅF)                                                    | 1           |
| 9        | Anatolij Trubin      | Ukraina       | Belgien (GS)                                                    | 1           |

## Allmän lagstatistik
- SM = spelade matcher
- V = vinster
- O = oavgjorda matcher
- F = förluster
- P = ackumulerade poäng
- P/M = poäng per match i snitt
- GM = gjorda mål
- GM/M = gjorda mål per match i snitt
- IM = insläppta mål
- IM/M = insläppta  mål per match i snitt
- MS = målskillnad
- MS/M = målskillnad per match i snitt
- GK = gula kort
- GK/M = gula kort per match i snitt
- RK = röda och/eller gula kort
- RK/M = röda kort per match i snitt

| Lag           | SM | V | O | F | P  | P/M  | GM | GM/M | IM | IM/M | MS  | MS/M  | GK | GK/M | RK | RK/M |
| ------------- | -- | - | - | - | -- | ---- | -- | ---- | -- | ---- | --- | ----- | -- | ---- | -- | ---- |
| Albanien      | 3  | 0 | 1 | 2 | 1  | 0,33 | 3  | 1,00 | 5  | 1,67 | -2  | -0,67 | 7  | 2,33 | 0  | 0,00 |
| Belgien       | 4  | 1 | 1 | 2 | 4  | 1,00 | 2  | 0,50 | 2  | 0,60 | +0  | +0,00 | 7  | 1,75 | 0  | 0,00 |
| Danmark       | 4  | 0 | 3 | 1 | 3  | 0,75 | 2  | 0,50 | 4  | 1,00 | -2  | -0,50 | 8  | 2,00 | 0  | 0,00 |
| England       | 7  | 2 | 4 | 1 | 10 | 1,43 | 8  | 1,14 | 6  | 0,86 | +2  | +0,29 | 16 | 2,29 | 0  | 0,00 |
| Frankrike     | 6  | 2 | 3 | 1 | 9  | 1,50 | 4  | 0,67 | 3  | 0,50 | +1  | +0,17 | 9  | 1,50 | 0  | 0,00 |
| Georgien      | 4  | 1 | 1 | 2 | 4  | 1,00 | 5  | 1,25 | 8  | 2,00 | -3  | -0,75 | 7  | 1,75 | 0  | 0,00 |
| Italien       | 4  | 2 | 0 | 2 | 6  | 1,50 | 3  | 0,75 | 5  | 1,25 | -2  | -0,50 | 9  | 2,25 | 0  | 0,00 |
| Kroatien      | 3  | 0 | 2 | 1 | 2  | 0,67 | 3  | 1,00 | 6  | 2,00 | -3  | -1,00 | 7  | 2,33 | 0  | 0,00 |
| Nederländerna | 6  | 3 | 1 | 2 | 10 | 1,67 | 10 | 1,67 | 7  | 1,17 | +3  | +0,50 | 10 | 1,67 | 0  | 0,00 |
| Polen         | 3  | 0 | 1 | 2 | 1  | 0,33 | 3  | 1,00 | 6  | 2,00 | -3  | -1,00 | 7  | 2,33 | 0  | 0,00 |
| Portugal      | 5  | 2 | 2 | 1 | 8  | 1,60 | 5  | 1,00 | 3  | 0,60 | +2  | +0,40 | 8  | 1,60 | 0  | 0,00 |
| Rumänien      | 4  | 1 | 1 | 2 | 4  | 1,00 | 4  | 1,00 | 6  | 1,50 | -2  | -0,50 | 8  | 2,00 | 0  | 0,00 |
| Schweiz       | 5  | 2 | 3 | 0 | 9  | 1,80 | 8  | 1,60 | 4  | 0,80 | +4  | +0,80 | 9  | 1,80 | 0  | 0,00 |
| Serbien       | 3  | 0 | 2 | 1 | 2  | 0,67 | 1  | 0,33 | 2  | 0,67 | -1  | -0,33 | 8  | 2,67 | 0  | 0,00 |
| Skottland     | 3  | 0 | 1 | 2 | 1  | 0,33 | 2  | 0,67 | 7  | 2,33 | -5  | -1,67 | 5  | 1,67 | 1  | 0,33 |
| Slovakien     | 4  | 1 | 2 | 1 | 5  | 1,25 | 4  | 1,00 | 5  | 1,25 | -1  | -0,25 | 8  | 2,00 | 0  | 0,00 |
| Slovenien     | 4  | 0 | 4 | 0 | 4  | 1,00 | 2  | 0,50 | 2  | 0,50 | +0  | +0,00 | 11 | 2,75 | 0  | 0,00 |
| Spanien       | 7  | 6 | 1 | 0 | 19 | 2,71 | 15 | 2,14 | 4  | 0,57 | +11 | +1,57 | 16 | 2,29 | 1  | 0,17 |
| Tjeckien      | 3  | 0 | 1 | 2 | 1  | 0,33 | 3  | 1,00 | 5  | 1,67 | -2  | -0,67 | 13 | 4,33 | 2  | 0,67 |
| Turkiet       | 5  | 3 | 0 | 2 | 9  | 1,80 | 8  | 1,60 | 8  | 1,60 | +0  | +0,00 | 19 | 3,80 | 1  | 0,20 |
| Tyskland      | 5  | 3 | 2 | 0 | 11 | 2,20 | 11 | 2,20 | 4  | 0,80 | +7  | +1,40 | 13 | 2,60 | 0  | 0,00 |
| Ukraina       | 3  | 1 | 1 | 1 | 4  | 1,33 | 2  | 0,67 | 4  | 1,33 | -2  | -0,67 | 3  | 1,00 | 0  | 0,00 |
| Ungern        | 3  | 1 | 0 | 2 | 3  | 1,00 | 2  | 0,67 | 5  | 1,67 | -3  | -1,00 | 9  | 3,00 | 0  | 0,00 |
| Österrike     | 4  | 2 | 0 | 2 | 6  | 1,50 | 7  | 1,75 | 6  | 1,50 | +1  | +0,25 | 12 | 3,00 | 0  | 0,00 |
| Lag           | SM | V | O | F | P  | P/M  | GM | GM/M | IM | IM/M | MS  | MS/M  | GK | GK/M | RK | RK/M |